# Zbigniew Andres
Zbigniew Józef Andres (ur. 12 grudnia 1934 w Kurzynie Małej) – polski historyk literatury i krytyk literacki, związany z Uniwersytetem Rzeszowskim. Jego prace dotyczą polskiej literatury chłopskiej i emigracyjnej XX wieku.

## Życiorys
Absolwent Liceum Ogólnokształcącego w Ulanowie (1952). Pracował umysłowo w Elektrowni i Hucie Stalowa Wola, a w 1953 rozpoczął studia polonistyczne na Katolickim Uniwersytecie Lubelskim, przerwane z powodu wypadku. W 1954 uzyskał dyplom nauczyciela szkół podstawowych jako słuchacz Państwowego Kursu Nauczycielskiego w Przemyślu. Pracował kolejno w Państwowym Młodzieżowym Zakładzie Wychowawczym we Wzdowie (1954/1955) i w szkołach podstawowych w Rakszawie (1955–57) oraz Giedlarowej (1957–60). W 1958 ukończył Zaoczne Studium Nauczycielskie w Rzeszowie. W 1960–1968 kierował Szkołą Podstawową w Wólce Niedźwiedzkiej, a jednocześnie pełnił funkcję kierownika Powiatowego Ośrodka Metodycznego w Leżajsku.
Po uzyskaniu w 1968 tytułu magistra filologii polskiej w Wyższej Szkole Pedagogicznej w Rzeszowie pracował do 1975 w Liceum Ogólnokształcącym w Leżajsku, gdzie pełnił funkcję zastępcy dyrektora od 1972. W 1971 debiutował szkicem Rzeszowska „Naprawa” (O działalności wydawniczej Wiejskiego Uniwersytetu Orkanowego) w miesięczniku „Profile”. 
W 1975 obronił na Uniwersytecie Jagiellońskim w Krakowie rozprawę doktorską Walka o prawdziwy obraz wsi w prozie polskiej lat 1930–1939, przygotowaną pod kierunkiem Mariana Stępnia, i otrzymał stanowisko adiunkta w Katedrze Literatury i Języka Polskiego Wyższej Szkoły Pedagogicznej w Rzeszowie, gdzie pracował od 1973. Brał udział w pracach Towarzystwa Naukowego w Rzeszowie od 1975 i był przewodniczącym jego Komisji Historycznoliterackiej (1978–1990).
Habilitował się w 1985 na Wydziale Humanistycznym Wyższej Szkoły Pedagogicznej w Krakowie na podstawie monografii Faktografia i mity. Proza pisarzy o rodowodzie chłopskim lat 1918–1939 i w 1986 otrzymał stanowisko docenta w rzeszowskiej WSP. Pełnił funkcje prodziekana Wydziału Humanistycznego (1986/1987) i prorektora ds. toku studiów (1987–1990). W latach 1995–2006 (a także wcześniej w latach co najmniej 1981–1988) kierował Zakładem Literatury Polskiej XX Wieku WSP w Rzeszowie (od 2001 Uniwersytetu Rzeszowskiego).
W 1999 otrzymał tytuł naukowy profesora i został dyrektorem Instytutu Filologii Polskiej WSP w Rzeszowie, a następnie Uniwersytetu Rzeszowskiego (1999–2005). W latach 2000–2004 prowadził wykłady z literatury polskiej XX wieku w Wyższej Szkole Społeczno-Gospodarczej w Tyczynie.
Publikował na temat pisarstwa Stanisława Czernika, Tadeusza Hollendra, Jana Bolesława Ożoga, Wojciecha Skuzy, Stanisława Młodożeńca, Rudolfa Jaszowskiego, Jalu Kurka, Bogusława Butrymowicza, Juliana Kawalca, Jana Wiktora, Emila Zegadłowicza, Wiesława Koszeli, Kazimierza Wierzyńskiego, Kazimierza Świegockiego, Adama Lizakowskiego, Beaty Obertyńskiej, Wacława Iwaniuka, Karola Wojtyły, Janusza Szubera, Adama Ziemianina, Jadwigi Zengteller, Tadeusza Chabrowskiego, Michaliny Janoszanki, Floriana Śmiei, Jerzego Pietrkiewicza i Józefa Bujnowskiego. Opracował do druku twórczość Ignacego Antosza i Stanisława Harli.
Był redaktorem „Rocznika Naukowo-Dydaktycznego WSP w Rzeszowie. Filologia Polska” i „Prac Humanistycznych Towarzystwa Naukowego w Rzeszowie”, należy do rady naukowej „Kwartalnika Edukacyjnego”. Uhonorowany Odznaką „Zasłużony Działacz Kultury” (1980), Krzyżem Kawalerskim (1987) i Oficerskim (2004) Orderu Odrodzenia Polski, Medalem Komisji Edukacji Narodowej (2000) oraz Nagrodą Miasta Rzeszowa (2006) .

## Główne prace

### Książki

#### Autorskie
- O prawdziwy obraz wsi. Z polemik literackich dwudziestolecia międzywojennego, Rzeszów 1977
- Faktografia i mity. Proza pisarzy o rodowodzie chłopskim lat 1918−1939, Rzeszów 1984
- Stanisław Czernik – autentystyczny rodowód twórczości, Rzeszów 1990
- Kreator utopii i realista. O życiu i twórczości literackiej Jana Wiktora, Rzeszów 1991
- Kazimierz Wierzyński. Szkice o twórczości literackiej, Rzeszów 1997
- Przestrzeń egzystencji. Szkice o twórczości poetów emigracyjnych, Rzeszów 2003
- Rewizje wartości. Szkice o literaturze polskiej XX wieku, Rzeszów 2007

#### Redagowane (wybór)
- Z dziejów Leżajska i okolic. Zbiór artykułów, szkiców i materiałów, Rzeszów 1980
- Poezja pokolenia wojennego. Studia, interpretacje i artykuły (z G. Ostaszem), Rzeszów 1989
- W stronę dwudziestolecia 1918−1939. Studia i szkice o literaturze, Rzeszów 1993
- W stronę współczesności. Studia i szkice o literaturze polskiej po 1939 roku, Rzeszów 1996
- W kręgu twórczości pisarzy emigracyjnych. Studia i szkice, Rzeszów 1999
- Gimnazjum i Liceum w Leżajsku 1912−2002. Księga jubileuszowa, Leżajsk 2002
- Literatura utracona, poszukiwana czy odzyskana. Wokół problemów emigracji. Studia i szkice (z J. Wolskim), Rzeszów 2003
- Parabole pamięci. Literacka i translatorska twórczość Floriana Śmiei. Studia i szkice (z J. Wolskim), Toruń 2004
- Poezja polska na obczyźnie. Studia i szkice (2 t., z J. Wolskim), Rzeszów 2005
- Zaklęte przestrzenie. O twórczości Beaty Obertyńskiej (z Z. Ożogiem), Toruń 2005
- Znaleźć źródło. Twórczość literacka Karola Wojtyły – Jana Pawła II (z J. Pasterską), Rzeszów 2005
- Studia o Bogusławie Butrymowiczu. Wybrane recenzje i artykuły oraz poezje z lat 1897−1995 (z W. Czernianinem), Wrocław 2006
- Proza polska na obczyźnie. Problemy, dyskursy, uzupełnienia (2 t., z J. Pasterskim i A. Wal), Rzeszów 2007
- Inna literatura? Dwudziestolecie 1989−2009 (2 t., z J. Pasterskim), Rzeszów 2010
- W kręgu twórczości pisarzy emigracyjnych. Kontynuacje. Studia i szkice, Rzeszów 2011

### Artykuły (wybór)
- O rewizjonizmie historycznym w wiejskiej literaturze międzywojennej, „Rocznik Komisji Historycznoliterackiej” 11 (1973), s. 99−128
- Nurt chłopski w prozie dwudziestolecia międzywojennego, w: Temat wiejski w literaturze polskiej, Rzeszów 1978, s. 9−23
- Wojciech Skuza – poeta walczący, „Prace Humanistyczne” 13 (1979), s. 237−259
- Między liryzmem a faktografią. O prozie Jalu Kurka do 1934 roku, „Rocznik Komisji Historycznoliterackiej” 18 (1981), s. 61−78
- Struktura gawędy w międzywojennej prozie o temacie wiejskim, „Rocznik Naukowo-Dydaktyczny WSP w Rzeszowie. Filologia Polska” 14 (1981), s. 99−120
- Bogusław Butrymowicz – nieznany poeta i tłumacz dramatu antycznego, „Prace Humanistyczne” 23 (1982), s. 29−53
- Antyurbanizm Jana Wiktora (na przykładzie wybranych utworów), „Rocznik Komisji Historycznoliterackiej” 20 (1983), s. 73−89
- Struktury reportażowe w międzywojennej prozie o temacie wiejskim, „Rocznik Naukowo-Dydaktyczny WSP w Rzeszowie. Filologia Polska” 16 (1984), s. 99−129
- Autentyzm w prozie międzywojennej, „Prace Humanistyczne” 27 (1986), s. 233−256
- Tristium liber. O poezji wojennej Stanisława Czernika, „Rocznik Komisji Historycznoliterackiej” 26 (1989), s. 163−177
- Modernistyczny rodowód międzywojennej nowelistyki Jana Wiktora, w: Tradycje modernistyczne w literaturze polskiej okresu międzywojennego, Lublin 1991, s. 55−80
- Z dziejów kultury i życia literackiego, w: Z dziejów wsi Markowa, Rzeszów 1993, s. 242−261
- „Błogość dziecinna i gorycz rozpaczy”. O Adamie Lizakowskim, w: W kręgu twórczości pisarzy emigracyjnych, Rzeszów 1999, s. 333−352
- Kręgi wyobraźni rustykalnej. O poezji Beaty Obertyńskiej, w: Zaklęte przestrzenie, Toruń 2005, s. 131−145
- Secrets of Being: Man and His Problems in the Poetry of Tadeusz Chabrowski, „The Polish Review” 55/3 (2010), s. 307−321 (wersja polska: Tajemnice bytu. Człowiek i jego problemy w liryce Tadeusza Chabrowskiego, w: W kręgu twórczości pisarzy emigracyjnych. Kontynuacje, Rzeszów 2011, s. 142−149)
- Świadek codzienności – Jerzy Pietrkiewicz, „Zeszyty Naukowe Uniwersytetu Rzeszowskiego. Seria Filologiczna” 70 (2011), s. 248−259